# Laura Michelle Kelly

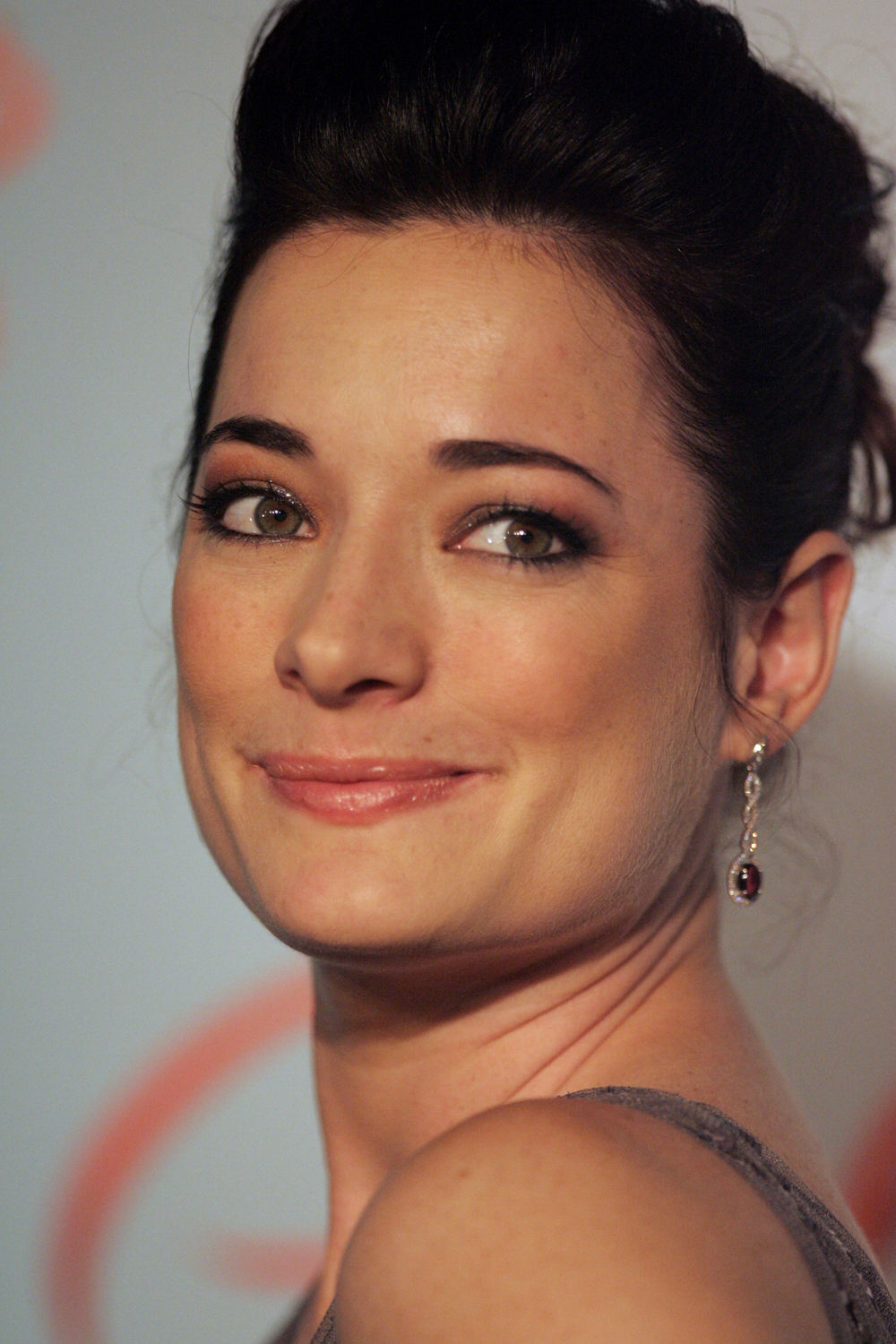
Laura Michelle Kelly (2013)

Laura Michelle Kelly (* 4. März 1981 in Totton, England) ist eine britische Schauspielerin, Sängerin und Musicaldarstellerin. 

## Karriere
Für ihre Darstellung der Titelfigur Mary Poppins im gleichnamigen Musical im Londoner West End erhielt sie den Olivier Award. International wurde sie bekannt durch ihre Rolle der Lucy aus dem Film Sweeney Todd – Der teuflische Barbier aus der Fleet Street. Ihr erstes Solo-Album The Storm Inside erschien am 1. Mai 2006. In Deutschland war sie Mai 2008 bei den Ruhrfestspielen in Recklinghausen im Theaterstück Speed-The-Plow von David Mamet zu sehen.
2011 drehte sie neben Ronan Keating in Australien den Musikalfilm Goddess.

## Musicalrollen (Auswahl)
- 2000: Belle in Die Schöne und das Biest (Dominion Theatre, West End)
- 2000: Swallow in Whistle Down the Wind (Aldwich Theatre, West End)
- 2001: Éponine in Les Miserables (The Palace Theatre, West End)
- 2002: Sophie in Mamma Mia! (Prince Edward Theatre, West End)
- 2003: Eliza in My Fair Lady (Theatre Royal Drury Lane, West End)
- 2004: Hodel in Anatevka (Minskoff Theatre, Broadway)
- 2004: Mary Poppins in Mary Poppins (Prince Edward Theatre, West End)
- 2007: Galadriel in The Lord of the Rings (Theatre Royal Drury Lane, West End)
- 2014: Sylvia Llewelyn Davies in Finding Neverland (American Repertory Theater, Cambridge)
- 2015: Sylvia Llewelyn Davies in Finding Neverland (Lunt-Fontanne Theatre, Broadway)

## Filmografie
- 2007: Agatha Christie’s Marple (Fernsehserie, Folge Nemesis)
- 2007: Sweeney Todd – Der teuflische Barbier aus der Fleet Street (Sweeney Todd: The Demon Barber of Fleet Street)
- 2013: Goddess